# Börgönd vasútállomás
Börgönd vasútállomás vasúti csomópont, melyet a MÁV Magyar Államvasutak Zrt. üzemeltet Székesfehérvár közigazgatási területén. Névadójától, a város délkeleti határszélén fekvő Börgöndpuszta településrésztől mintegy 2 kilométerre délre található, a Börgöndi repülőtér pedig körülbelül 1 kilométerre délnyugatra van az állomástól. Közúti elérését egy, a 62-es főútból kiágazó mellékút biztosítja.

## Forgalom
Az állomásnak egykor nagy forgalma volt, a Pusztaszabolcs–Székesfehérvár és a Sárbogárd–Székesfehérvár-vasútvonal járatai közül mindegyik megállt itt, utasforgalma is jelentős volt a 20. században. A 2012 decemberi menetrendváltástól a 2013 decemberi menetrendváltásig azonban egyetlen vonat sem állt meg menetrend szerint Börgöndön. Akkor rájöttek, hogy a megálló vonatokra van igény, hiszen szolgálati lakások találhatók az állomáson és szórványos turisztikai forgalom is tapasztalható, így 2013 december óta a pusztaszabolcsi vonalon közlekedő járatok közül négy pár újra megáll Börgönd állomáson, a sárbogárdi vonal személyvonatai közül azonban továbbra sem áll meg egy sem.
| Járat | Útvonal                                                                                     | Gyakoriság |
| ----- | ------------------------------------------------------------------------------------------- | ---------- |
| S440  | Pusztaszabolcs – Zichyújfalu – Seregélyes-Szőlőhegy – Seregélyes – Börgönd – Székesfehérvár | Napi 4 pár |

## Vasútvonalak
Az állomást az alábbi vasútvonalak érintik:
- Székesfehérvár–Pusztaszabolcs-vasútvonal
- Sárbogárd–Börgönd-vasútvonal
- Börgönd–Szabadbattyán–Tapolca-vasútvonal

## Kapcsolódó állomások
A vasútállomáshoz az alábbi állomások vannak a legközelebb:
- Székesfehérvár vasútállomás (Székesfehérvár–Pusztaszabolcs-vasútvonal)
- Seregélyes megállóhely (Székesfehérvár–Pusztaszabolcs-vasútvonal)
- Szabadbattyán vasútállomás (Börgönd–Szabadbattyán–Tapolca-vasútvonal)
- Belsőbáránd megállóhely (Sárbogárd–Börgönd-vasútvonal)